# أندرو أوينز
أندرو أوينز (بالإنجليزية: Andrew Owens)‏ هو محامي وقاضي أمريكي، ولد في 1947 في أتلانتا في الولايات المتحدة.